# برج سید
برج سید، روستایی از توابع بخش خشت و کمارج شهرستان کازرون در استان فارس ایران است.

## جمعیت
این روستا در دهستان خشت قرار دارد و براساس سرشماری مرکز آمار ایران در سال ۱۳۸۵، جمعیت آن ۲۸۱ نفر (۶۵خانوار) بوده‌است.